# أبطال الكرة
أبطال الكرة (باليابانية: イナズマイレブン) (وتترجم حرفيًا من اليابانية إلى: صاعقة برق)(Inazuma Eleven) هي سلسلة مانغا يابانية كتبتها ورسمتها تينيا يابونو مستوحاة من سلسلة من ألعاب الفيديو التي أنشأها ليفل 5، نُشرت المانغا من قِبل شوغاكوكان. فازت سلسلة المانغا بجائزة كودانشا للمانغا وجائزة شوغاكوكان للمانغا في فئة أنمي ومانغا الأطفال.

## الشخصيات

### النسور
الاسم الياباني: إعدادية رايمون (雷門中学校)
- حارس المرمى عامر (الاسم الياباني: مامورو إندو (円堂守)) اللقب:مصدر الطمأنينة في الفريق مؤدي الصوت هي فدوى سليمان (الحلقات 1–52)، مهجة الشيخ (الحلقات 53–127)
- هداف الأسطوري زين (الاسم الياباني: شويا غواينجي (豪炎寺修也))اللقب:هداف اللهب الشخصية :هادئ وفي اغلب المواقف بارد صديقاه المقربان هما عامر وسيد) مؤدي الصوت هو إياس أبو غزالة
- هداف الجليد جهاد (الاسم الياباني: شيرو فوبوكي (吹雪士郎))اللقب: فارس الثلج الشخصية :هادئ يحلل خصومه قبل الهجوم مدافع ومهاجم في وقت واحد مؤدي الصوت هو إياس أبو غزالة
- منصور المميز (الاسم الياباني: إيتشيروتا كازيمارو (風丸一郎太))مؤدي الصوت هي أسيمة يوسف
- كامل (الاسم الياباني: أيومو شورينجي (少林寺歩))
- سيف (الاسم الياباني: شينيتشي هاندا (半田真一))، الأداء الصوتي: هزار الحرك ثم جهينة خربوطلي
- شادي (الاسم الياباني: ساكيتشي شيشيدو (宍戸佐吉))
- وحيد (الاسم الياباني: جين كاغينو (影野仁))، الأداء الصوتي: منصور السلطي
- مروان (الاسم الياباني: ريوغو سوميوكا (染岡竜吾))مؤدي الصوت هو عادل أبو حسون
- جميل (الاسم الياباني: هيغورو كابياما (壁山塀吾郎))اللقب;الصخرة الدفاعية، مؤدية الصوت: مجد ظاظا
- شاهر (الاسم الياباني: تيبّيه كوريماتسو (栗松鉄平))، الأداء الصوتي: رغدة الخطيب
- شاكر (الاسم الياباني: أسكا دومون (土門飛鳥))، الأداء الصوتي: عادل أبو حسون (الحلقة 4)، فادي وفائي (الحلقات 5–26)، محمود الحسين (الحلقات 27–52)
- مجد (الاسم الياباني: كازويا إيتشينوسي (一之瀬一哉))، الأداء الصوتي: فاتن عيدو
- حسان (الاسم الياباني: كوسكي ماتسونو (松野空介), اللقب: ماكس (マックス))
- رامي (الاسم الياباني: كاكيرو ميغاني (目金欠流))، الأداء الصوتي: فادي وفائي (الحلقات 1–26)
- المدافعة سلمى (الاسم الياباني: توكو زايزن (財前塔子))، الأداء الصوتي: رغدة الخطيب
  - أسامة (الاسم الياباني: أتسويا فوبوكي (吹雪アツヤ)) شقيق جهاد الذي توفي في الحادث.
- سمراء (الاسم الياباني: ريكا أورابي (浦部リカ))
- كوثر (الاسم الياباني: أكي كينو (木野秋))اللقب:القلب الجريء، الأداء الصوتي: أسيمة يوسف
- منى (الاسم الياباني: هارونا أوتوناشي (音無春奈))
- نرجس (الاسم الياباني: ناتسومي رايمون (雷門夏未))مشرفة فريق النسور وهي ابنة مدير المدرسة .[1][2][3] مؤدي الصوت هي فاتن عيدو
- رجاء (الاسم الياباني: هيتوميكو كيرا (吉良瞳子))

### النجوم
الاسم الياباني: أكاديمية الإمبراطورية (帝国学園)
- القائد سِدّ (الاسم الياباني: يوتو كيدو (鬼道有人) ذكي، ويمكنه كشف كل التكتيكات والخطط وكيفية ابطالها، وهو من يلقي الأوامر في الفريق، ويمكنه كشف نقاط ضعف اللاعب أو الفريق . مؤدي الصوت هي مجد ظاظا
- المهاجم نبيل (الاسم الياباني: جيرو ساكوما (佐久間次郎))
- حارس المرمى حازم (الاسم الياباني: كوجيرو غندا (源田幸次郎))

### سلام
Fideo Ardena (باليابانية: フ ィ デ ィ オ ・ ア ル デ ナ) هي واحدة من الشخصيات الرئيسية الداعمة في ابطال الكره انه قائدة وقائد أورفيوس الحالي. في الفيلم، هو أمام ريمون.

#### فريق النجوم الجديد
الاسم الياباني: أكاديمية الإمبراطورية الحقيقية (真・帝国学園)
- المهاجم مالك (الاسم الياباني: أكيو فودو (不動明王)).يبدو عليه مغرورا ، ولكنه مر بماض صعب من فقر عائلته لذلك تغيرت شخصيته ولكن قلبه مازال طيبا

### العواصف
الاسم الياباني: إعدادية زينشي (世宇子中学校)
- القائد أنس (الاسم الياباني: تيرومي أفورو (亜風炉照美)), اللقب: أفرودي (アフロディ))، الأداء الصوتي: جهينة خربوطلي

### كلية زيريا
الاسم الياباني: أكاديمية إيليا (エイリア学園)

#### فريق عاصفة جينيمي
الاسم الياباني: جيميني ستورم (ジェミニストーム) ويعني (عاصفة الجوزاء)
- القائد أخضر (الاسم الياباني: ريوجي ميدوريكاوا (緑川リュウジ)) الاسم الفضائي: ريزي (レーゼ))

#### فريق إيبشيرو
- الزعيم سهيل

الاسم الياباني: إيبسيلون (イプシロン)

#### فريق جينوس
اسم الفريق بالعربي فريق جينوس وأحد الحلقات قالوا إنه (الزلزال)
الاسم الياباني: ذا جينيسيس (ザ・ジェネシス) ويعني (التكوين)
- القائد طارق (الاسم الياباني: هيروتو كياما (基山ヒロト)), الاسم الفضائي: غوران  (グラン)

#### فريق برومينوس
الاسم الياباني: برومينينس (プロミネンス) ويعني (أهمية أو شهرة)
- شامل (الاسم الياباني: هارويا ناغومو (南雲晴矢)), الاسم الفضائي: بيرن (バーン))

#### فريق دايمونداست
الاسم الياباني: داياموند داست (ダイヤモンドダスト) ويعني (غبار الماس)
- زيلا (الاسم الياباني: (涼野風介)), الاسم الفضائي: غازيل (ガゼル)

### النور
الاسم الياباني: إعدادية مانيوجي (漫遊寺中学校)
- حاتم (الاسم الياباني: يويا كوغوري (木暮夕弥)) عندما كان صغيرا تركته امه في محطة القطار لتذهب وتحضر التذاكر ، فذهبت ولم تعد ، لذلك لم يعد يثق بأي أحد مؤديه الصوت (حنان شقير)

### السلام
الاسم الياباني: إعدادية يوكاتو (陽花戸中学校)
- نديم (الاسم الياباني: يوكي تاتشيموكاي (立向居勇気))

### الشاطئ
الاسم الياباني: إعدادية أوميهارا (大海原中学校)
- ساهر (الاسم الياباني: جوسكي تسونامي (綱海条介))
- ضاحك البسام (الاسم الياباني: غاكويا أوتومورا (音村楽也))

### آخرون
- غنى (الاسم الياباني: يوكا غوينجي (豪炎寺夕香))
- كحيل (الاسم الياباني: ريجي كاغياما

(影山零治))
- المحقق  (الاسم الياباني: هيروشي ناداشيما (灘島 ヒロシ ))
- مهران (الاسم الياباني: دايسكي إندو (円堂大介)) حارس فريق النسور المحلقه، ومدرب فريق النسور.
- ظاهر (الاسم الياباني: سيغو هيبيكي (響木正剛))
- بلبل (الاسم الياباني: كيتا كاكوما (角馬圭太))، الأداء الصوتي: عادل أبو حسون
- جرير (الاسم الياباني: رايدن هيجيكاتا (土方雷電))
- سلام (الاسم الياباني:فيديو الدن) التقى عامر في الجزء الثالث ومنذ ذلك الوقت اصبحا صديقين عزيزين وهو من الفريق الإيطالي
- غنوة (الاسم الياباني: ريو مياساكا (宮坂 椋)) صديقة منصور من نادي العاب القوه.

ملاحظة" إن غنوة في الحقيقة هو صبي لكن تم تغيره في الدبلجة إلى فتاة
- سامر مدرب فريق النسور

## الممثلون

### الجزءالأول
- فدوى سليمان
- هزار الحرك
- أسيمة أحمد
- مجد ظاظا
- رغدة الخطيب
- عادل أبو حسون
- إياس أبو غزالة
- منصور السلطي
- همسة الحايك
- فاتن عيدو
- فادي وفائي

### الجزء الثاني
- مهجة الشيخ
- مجد ظاظا
- أسيمة يوسف
- عادل أبو حسون
- رغدة الخطيب
- إياس أبو غزالة
- فاتن عيدو
- طارق المسكي
- شنهاز سليم
- كامل نجمة
- سارة رضوان
- طالب الرفاعي
- روعة شيخالي
- غزل حنون

## طاقم إنتاج الأنمي
- تأليف الفكرة الأصلية: أكيهيرو هينو (ليفل-5)
- الإخراج: كاتسهيتو أكياما
- تأليف النص الرئيسي: أتسهيرو توميوكا
- تصميم الشخصيات: يوجي إيكِدا، يوكو إينوي
- الإخراج الفني: تشيكارا نيشيكورا
- الموسيقى: ياسُنوري ميتسودا
- إخراج الصوت: ماسافمي ميما
- إنتاج الرسوم المتحركة: أوريانتيل لايت آند ماجيك
- إنتاج: تلفزيون طوكيو، دنتسو، أو إل إم

## النسخة العربية

### الجزء الأول
- الإعداد: عمار شيخ جبر
- المراجعة: عماد عكر
- التدقيق اللغوي: رمضان أيوب
- الترجمة: نوار الحمصي
- المكساج: منار السمكري
- المونتاج والتترات: محمد القزة
- المعالجة الإلكترونية: يونس غزال
- كلمات الشارة: رشا رزق
- ألحان: إبراهيم سليماني
- غناء: رشا رزق، إبراهيم سليماني
- إدارة الإنتاج: رضوان حجازي
- المتابعة المالية: محمد حسان مهنا، عبد القادر نبهان
- إنتاج وتوزيع: ANIMATION INTERNATIONAL (ماهر الحاج ويس)
- تنفيذ الدوبلاج: مركز الزهرة
- الإشراف الفني: سامر أبو عسلي

### الجزء الثاني
- الترجمة: سمير الظاهر
- الإعداد: أمل جرجور، لمى إبراهيم
- كلمات الشارة: رشا رزق
- ألحان: إبراهيم سليماني
- غناء: رشا رزق، إبراهيم سليماني
- التدقيق اللغوي: د. حذيفة الخطيب
- المكساج: منار السمكري
- المونتاج: علاء درداري
- التترات: محمد القزة، زياد تقي
- المعالجة الإلكترونية: يونس غزال
- المتابعة المالية: محمد حسان مهنا، عبد القادر نبهان
- الإدارة التنفيذية: محمد القزة
- تنفيذ الدوبلاج: مركز الزهرة
- إنتاج وتوزيع: ANIMATION INTERNATIONAL (ماهر الحاج ويس)
- الإشراف العام: GLOBAL NEW AGE MEDIA (GNAM®)‎ (فايز الصباغ)
- الإشراف الفني: إيهاب حداقي

## روابط خارجية
- أبطال الكرة على موقع ANN manga (الإنجليزية)